# Louétsi-Wano
Louétsi-Wano è un dipartimento della provincia di Ngounié, in Gabon, che ha come capoluogo Lebamba.